# Administración apostólica de Schwerin
La administración apostólica de Schwerin (en latín: Administratio Apostolica Sverinensis y en alemán: Apostolische Administratur Schwerin) fue una circunscripción eclesiástica de la Iglesia católica en la República Democrática Alemana. Se trataba de una administración apostólica latina, inmediatamente sujeta a la Santa Sede. Fue suprimida el 24 de octubre de 1994.

## Territorio y organización
La administración apostólica extendía su jurisdicción sobre los fieles católicos de rito latino residentes en Mecklemburgo en la República Democrática Alemana, hoy parte del estado de Mecklemburgo-Pomerania Occidental.
La sede de la administración apostólica se encontraba en la ciudad de Schwerin.
En 1990 en la diócesis existían 61 parroquias.

## Historia
La parte del territorio de la diócesis de Osnabrück que se encontraba bajo ocupación soviética tras el final de la Segunda Guerra Mundial pasó a integrar la ateísta República Democrática Alemana el 7 de octubre de 1949.
La administración apostólica fue erigida por el papa Pablo VI el 23 de julio de 1973, con aquella parte del territorio de la diócesis de Osnabrück que se encontraba en la República Democrática Alemana.
El 7 de abril de 1994 cedió una parte de su territorio a la diócesis de Hildesheim mediante el decreto Quo aptius.
Luego de la disolución de la República Democrática Alemana el 3 de octubre de 1990 y su integración a Alemania, la administración apostólica fue suprimida el 24 de octubre de 1994 mediante la bula Omnium Christifidelium del papa Juan Pablo II y su territorio pasó a formar parte de la nueva arquidiócesis de Hamburgo.

## Estadísticas
Según el Anuario Pontificio 1991 la administración apostólica tenía a fines de 1990 un total de 74 720 fieles bautizados.
| Año                                                                             | Población            | Población | Población      | Sacerdotes | Sacerdotes    | Sacerdotes    | Bautizados por sacerdote | Diáconos permanentes | Religiosos | Religiosos | Parroquias |
| Año                                                                             | Bautizados católicos | Total     | % de católicos | Total      | Clero secular | Clero regular | Bautizados por sacerdote | Diáconos permanentes | Varones    | Mujeres    | Parroquias |
| ------------------------------------------------------------------------------- | -------------------- | --------- | -------------- | ---------- | ------------- | ------------- | ------------------------ | -------------------- | ---------- | ---------- | ---------- |
| 1980                                                                            | 88 222               | 1 370 000 | 6.4            | 76         | 9             | 85            | 1037                     | 8                    | 9          | 108        | 63         |
| 1990                                                                            | 74 720               | 1 423 500 | 5.2            | 60         | 4             | 64            | 1167                     | 10                   | 4          | 88         | 61         |
| Fuente: Catholic-Hierarchy, que a su vez toma los datos del Anuario Pontificio. |                      |           |                |            |               |               |                          |                      |            |            |            |

## Episcopologio
- Heinrich Theissing † (23 de julio de 1973-5 de diciembre de 1987 renunció)
- Theodor Hubrich † (23 de noviembre de 1987-26 de marzo de 1992 falleció)